# Парламентські вибори в Хорватії 1995
Вибори в Парламент Хорватії (Сабор) 1995 відбулися 29 жовтня 1995 року.
На виборах втретє поспіль перемогла Хорватська демократична співдружність, яка здобула 75 місць зі 127. Явка виборців становила 68,8%.